# Харриман, Майкл
Майкл Грант Харриман (англ. Michael Grant Harriman; 23 октября 1992, Чичестер, Суссекс, Англия) — ирландский и английский футболист, защитник клуба «Рашден энд Даймондс».

## Карьера
23 августа 2011 года дебютировал за «Куинз Парк Рейнджерс», в матче Кубка Футбольной лиги с клубом «Рочдейл», который закончился поражением «обручей», со счётом 2:0.
В том матче, на 31-й минуте, он заменил Брэдли Орра.
27 августа 2011 года дебютировал в Английской Премьер-лиге, в матче против «Уигана», который, вновь завершился поражением. Харриман вышел на 60-й минуте, заменив Холла.
10 ноября 2011 года он был отдан в аренду в «Сент-Олбанс Сити».

## Статистика
| Выступление      | Выступление             | Выступление      | Лига | Лига | Кубок страны | Кубок страны | Еврокубки | Еврокубки | Другие | Другие | Итого | Итого |
| Клуб             | Лига                    | Сезон            | Игры | Голы | Игры         | Голы         | Игры      | Голы      | Игры   | Голы   | Игры  | Голы  |
| ---------------- | ----------------------- | ---------------- | ---- | ---- | ------------ | ------------ | --------- | --------- | ------ | ------ | ----- | ----- |
| КПР              | Английская Премьер-лига | 2011/12          | 1    | 0    | —            | —            | —         | —         | 1      | 0      | 2     | 0     |
| КПР              | Итого                   | Итого            | 1    | 0    | —            | —            | —         | —         | 1      | 0      | 2     | 0     |
| Сент-Олбанс Сити | Южная Конференция       | 2011/12          | 10   | 0    | —            | —            | —         | —         | —      | —      | 10    | 0     |
| Сент-Олбанс Сити | Итого                   | Итого            | 10   | 0    | —            | —            | —         | —         | —      | —      | 10    | 0     |
| КПР              | Английская Премьер-лига | 2012/13          | —    | —    | —            | —            | —         | —         | —      | —      | 0     | 0     |
| КПР              | Итого                   | Итого            | —    | —    | —            | —            | —         | —         | —      | —      | 0     | 0     |
| Всего за карьеру | Всего за карьеру        | Всего за карьеру | 11   | 0    | 0            | 0            | 0         | 0         | 1      | 0      | 12    | 0     |